# Hans von Greiffenberg
Hans von Greiffenberg (Trzebiatkow, 12 ottobre 1893 – Königstein im Taunus, 30 giugno 1951) è stato un generale tedesco.

## Biografia
Di famiglia nobile della Pomerania, intraprese la carriera militare; partecipò alla prima guerra mondiale come tenente del Quattordicesimo Reggimento di Fanteria Graf Schwerin, distinguendosi in diverse azioni sul fronte occidentale.
Dopo la fine della guerra entrò nella Reichswehr deciso a continuare la sua carriera militare nonostante la caduta dell'impero; fu aiutante di campo e intendente dei generali Kurt von Hammerstein-Equord ed Erich von dem Bussche-Ippenburg sempre in alcuni battaglioni di fanteria; nell'aprile 1925 venne promosso capitano (Hauptmann); dal 1925 al 1926 ricoprì alcuni incarichi al ministero della guerra e fu ausiliario negli eserciti finlandese e spagnolo. Nel 1931 venne nominato Kompanienchef del reggimento di stanza a Deutsch Krone.
Dal 1932 al 1933 visitò e studiò la scuola militare di Fort Leavenworth e pochi anni dopo fu promosso colonnello; aggregato allo stato maggiore partecipò alla campagna di Polonia e nel 1940 divenne maggior generale.
Capo di Stato Maggiore della 12ª armata in Grecia, il 18 maggio 1941 fu insignito della Croce del cavaliere e assegnato come capo di stato maggiore nell'Heeresgruppe B nell'armata centrale del feldmaresciallo Fedor von Bock in Russia. Fu poi sotto List in Caucaso e gravemente ferito nel 1943 fu assegnato ad un gruppo di riserva. In quello stesso anno fu nominato addetto militare nella Budapest di Miklós Horthy; dopo la caduta di Budapest si rifugiò in Austria e si consegnò spontaneamente alle truppe americane; scontò due anni di prigione, e, liberato nel 1947, fece per qualche tempo parte dellHistorical Division dell'esercito americano.